# Unterseeboot 157 (1941)
Pour les articles homonymes, voir Unterseeboot 157.
Le Unterseeboot 157 (ou U-157) est un sous-marin allemand (U-Boot) de type IX.C utilisé par la Kriegsmarine pendant la Seconde Guerre mondiale.

## Historique
Mis en service le 15 septembre 1941, l'Unterseeboot 157 effectue son temps d'entraînement initial à Stettin dans la 4. Unterseebootsflottille jusqu'au 31 mai 1942. Il rejoint son unité de combat à Lorient, dans la 2. Unterseebootsflottille.
Il quitte le port de Kiel pour sa première patrouille le 30 avril 1942 sous les ordres du korvettenkapitän Wolf Henne. Après onze jours en mer, il rejoint la base sous-marine de Lorient qu'il atteint le 10 mai 1942.
L'Unterseeboot 157 effectue deux patrouilles dans lesquelles il coule un navire marchand de 6 401 tonneaux en 38 jours de mer.
Sa deuxième patrouille débute le 18 mai 1942, de la base sous-marine de Lorient toujours sous les ordres du Korvettenkapitän Wolf Henne. Après 27 jours en mer et un navire marchand de 6 401 tonneaux coulé, l'U-157 coule à son tour le 13 juin 1942 à 16 heures au nord-est de La Havane à Cuba à la position géographique de 24° 13′ N, 82° 03′ O par des charges de profondeur lancées par le navire des garde-côtes américain USS Thetis.

Cette attaque coûte la vie des 52 membres de l'équipage.

## Affectations successives
- 4. Unterseebootsflottille du 15 septembre 1941 au 31 mai 1942 (entrainement)
- 2. Unterseebootsflottille du 1er juin 1942 au 13 juin 1942 (service actif)

## Commandement
- Korvettenkapitän Wolf Henne du 15 septembre 1942 au 13 juin 1942

## Patrouilles
|       | Commandant         | Départ        | Départ  | Arrivée      | Arrivée | Jours     | Succès  |
| ----- | ------------------ | ------------- | ------- | ------------ | ------- | --------- | ------- |
| 1     | KrvKpt. Wolf Henne | 30 avril 1942 | Kiel    | 10 mai 1942  | Lorient | 11 jours  |         |
| 2     | KrvKpt. Wolf Henne | 18 mai 1942   | Lorient | 13 juin 1942 | Coulé   | 27 jours  | 6 401   |
| Total | Total              | Total         | Total   | Total        | Total   | 294 jours | 6 401 t |

Note : KrvKpt. = Korvettenkapitän

## Navires coulés
L'Unterseeboot 157 a coulé un navire marchand de 6 401 tonneaux pendant les deux patrouilles (38 jours en mer) qu'il effectua.
| Date         | Nom   | Nationalité | Tonnage (GRT) | Fait  |
| ------------ | ----- | ----------- | ------------- | ----- |
| 11 juin 1942 | Hagan | USA         | 6 401         | Coulé |